# 潘孝硕
潘孝硕（1910年10月31日—1988年12月28日），男，浙江吴兴人，中国磁学家，曾任中国科学院物理研究所研究员，第四、五、六届全国政协委员。